# Danger (musiker)
Franck Rivoire (mer känd som Danger) är en fransk musikproducent och artist från Lyon, Frankrike. Hans musik är mycket influerad av tv-spel och filmmusik från 80-talet. Dangers stil präglas mycket av grafisk design och han lägger stor vikt vid att kombinera de visuella elementen med det musikaliska. Detta märks under hans live-spelningar och på det sätt han promotar sin musik.

## Biografi
Innan Franck Rivoire fick skivkontrakt så jobbade han som grafisk designer och hade i flera år producerat chiptunes. I ett försök att modernisera sitt sound, laddade han upp nya electro-låtar på MySpace under namnet Danger. Han blev uppmärksammad av flera skivbolag som erbjöd honom skivkontrakt. Under 2007 valde han att skriva kontrakt med Ekler'o'shock eftersom han gillade andra artister på bolaget, såsom DatA. Efter detta har Danger släppt tre EP, turnerat utomlands och remixat låtar av andra artister såsom Black Eyed Peas, La Roux och Empire of the Sun. 

## Diskografi

### EP
- 09/14 2007 (2007)
- 09/16 2007 (2009)
- 09/17 2007 (2010)

### Remixer
| Year | Track                                      | Artist                   |
| ---- | ------------------------------------------ | ------------------------ |
| 2007 | "Revolte at 22h10"                         | Revolte                  |
| 2008 | "American Boy"                             | Estelle feat. Kanye West |
| 2008 | "Chick Lit (Danger TV Remix)"              | We Are Scientists        |
| 2008 | "Into the Galaxy"                          | Midnight Juggernauts     |
| 2008 | "My Way (Danger Remix)"                    | Starskee                 |
| 2008 | "Divine"                                   | Sebastien Tellier        |
| 2008 | "Love Juice (Danger TV Remix)"             | Symbol One               |
| 2008 | "Give It All You Got (Danger Beach Remix)" | Lil Jon ft. Kee          |
| 2008 | "Ne Oh! Pen (Danger remix)"                | Boys Noize               |
| 2009 | "Walking On A Dream (Danger Racing Remix)" | Empire of the Sun        |
| 2009 | "Drown In The Now (Danger Spy Remix)"      | The Crystal Method       |
| 2009 | "All The Right Moves"                      | One Republic             |
| 2010 | "Imma Be (Danger Olympic Remix)"           | Black Eyed Peas          |
| 2010 | "Acid Washed (Danger Remix)"               | Acid Washed              |
| 2010 | "In For The Kill (Danger Ocean Remix)"     | La Roux                  |
| 2011 | "Me And You (Danger Remix)"                | Nero                     |

### Låtar som enbart hittas genom Internet
- 9h20
- 12h38
- 13h12 (Live Edit)
- 17h05 feat. Smacktown